# Margaretha van Orléans

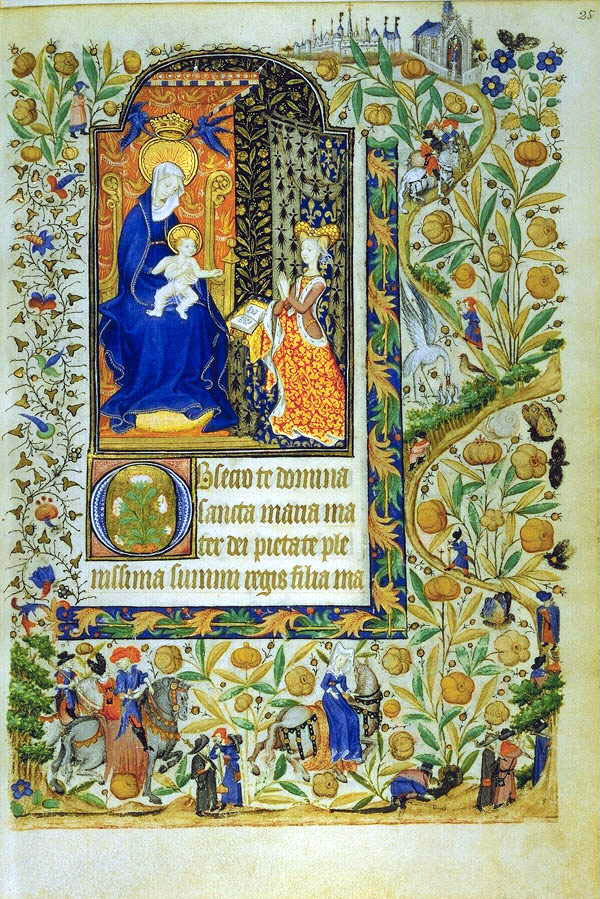
Margaretha van Orléans in gebed voor de Heilige Maagd. Getijdenboek van Margaretha van Orléans.

Margaretha van Orléans (Marguerite d’Orléans), (4 december 1406 – 24 april 1466)  was een Franse aristocrate, gravin van Vertus en gravin van Étampes. 

## Biografie
Ze was  de dochter van Lodewijk I van Orléans en Valentina Visconti. Ze huwde met Richard van Bretagne, graaf van Étampes. Ze had vier broers: Karel van Orléans, graaf van Valois en Blois en vader van de toekomstige koning Lodewijk XII van Frankrijk; de tweede broer was Filips van Orléans, graaf van Vertus, de derde was Jan van Orléans, graaf van Angoulême en de vierde was Jan van Orléans die ook bekend was als Jan van Dunois of de bastaard van Orléans. Haar oudste broer Karel was een van de vele Franse edellieden die in 1415 door de Engelsen werden gevangengenomen in de Slag bij Agincourt, tijdens de Honderdjarige Oorlog. Hij werd gewond naar Engeland vervoerd als gijzelaar en bleef daar 25 jaar. Tijdens zijn gevangenschap schreef hij gedichten in het Frans en het Engels. Hij schreef vooral ballades en liederen, en soms ook allegorieën, die liefde en ridderlijkheid verheerlijkten. In 1420 stierf haar broer Filips en werd Margaretha gravin van Vertus.
Haar grootouders langs vaders kant waren Karel V van Frankrijk en Johanna van Bourbon. Van de kant van haar moeder waren dat Gian Galeazzo Visconti de hertog van Milaan en Isabella van Frankrijk (1348 – 1372), een dochter van Jan II van Frankrijk.
In 1423 huwde ze met Richard van Étampes, een zoon van Jan IV van Bretagne en Johanna van Navarra die later door haar huwelijk met koning Hendrik IV van Engeland koningin-gemalin van Engeland werd. Margaretha en Richard hadden zeven kinderen. Haar man overleed in 1438. Op latere leeftijd trok ze zich terug in de abdij van Sainte-Clair bij Blois waar ze overleed, net geen zestig jaar oud.

## Erfenis

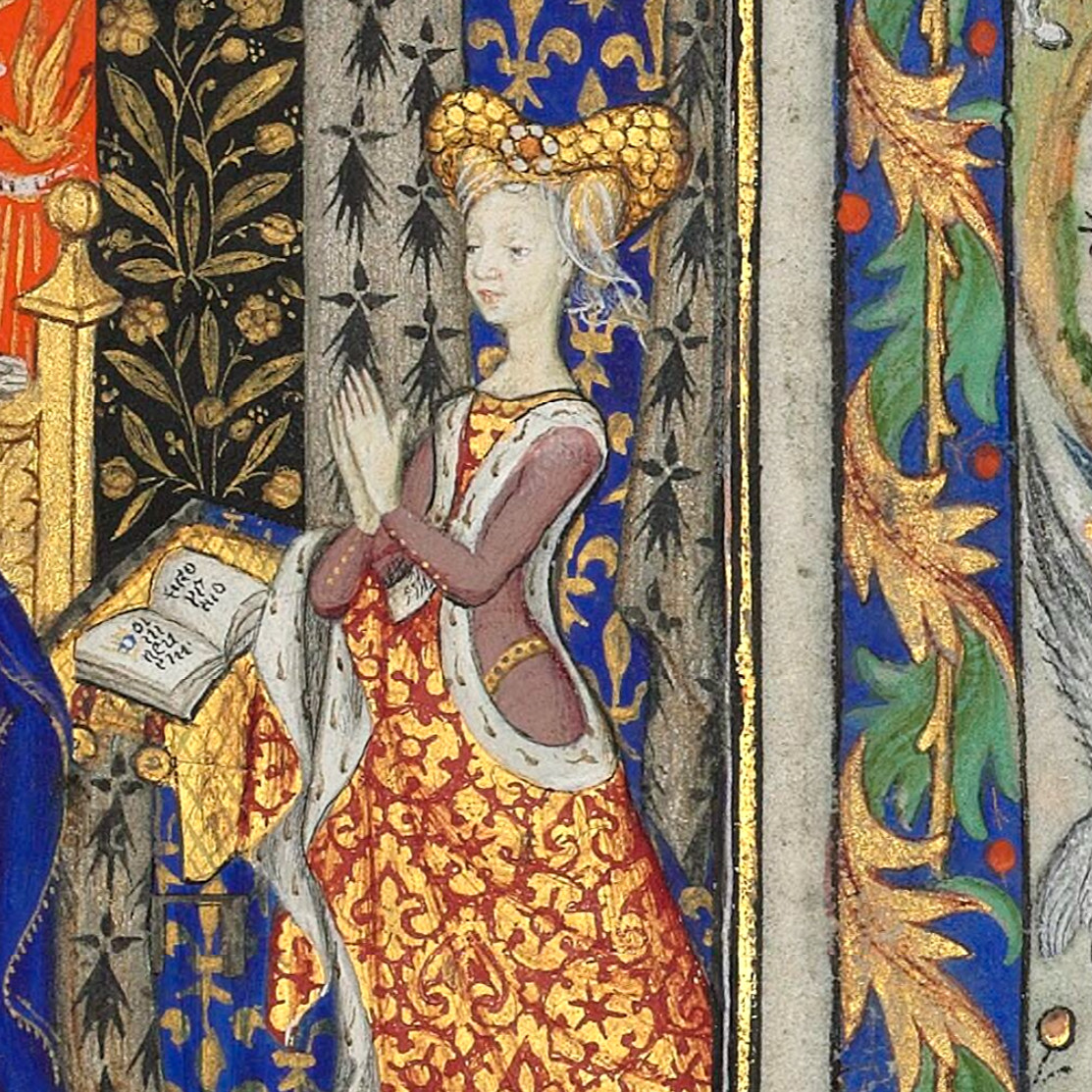
Margaretha van Orléans

Op 25 juni 1445, ze was al weduwe sinds 1438, bepaalden haar broers Karel van Orléans, Jan van Angoulême en Jan de bastaard van Orléans, het aandeel van Marguerite in de nalatenschap van hun vader en hun broer Filips, graaf van Vertus. Haar vermogen werd geschat op 1800 pond. Karel van Orléans gaf haar het graafschap Vertus met al zijn kastelen en kasselrijen en de heerlijkheden van Gandelu, Nogent-l'Artaud en Luzarches met alle opbrengsten die aan die domeinen verbonden waren en die geschat werden op 500 pond. Karel verbond zich ertoe het eventuele verschil met de werkelijke opbrengst jaarlijks contant te betalen. Ze bracht leenhulde aan Karel VII voor deze bezittingen op 28 juli 1446.
In 1442 werd ze door Karel VII aangesteld tot gravin van Ètampes, als erfgename van haar in 1438 overleden echtgenoot Richard van Bretagne.

## Kwartierstaat (voorouders)
| Peter I van Bourbon (1311-1356) | Peter I van Bourbon (1311-1356) | Peter I van Bourbon (1311-1356) | Peter I van Bourbon (1311-1356) | Peter I van Bourbon (1311-1356) | Peter I van Bourbon (1311-1356) |                                 |                                 | Isabella van Valois (1313-1383) | Isabella van Valois (1313-1383) | Isabella van Valois (1313-1383)    | Isabella van Valois (1313-1383)    | Isabella van Valois (1313-1383)    | Isabella van Valois (1313-1383)    |                                    |                                    | Jan II van Frankrijk (1319-1364)  | Jan II van Frankrijk (1319-1364)  | Jan II van Frankrijk (1319-1364)  | Jan II van Frankrijk (1319-1364)  | Jan II van Frankrijk (1319-1364)  | Jan II van Frankrijk (1319-1364)  |                                |                                | Bonne van Luxemburg (1315-1349)    | Bonne van Luxemburg (1315-1349)    | Bonne van Luxemburg (1315-1349)    | Bonne van Luxemburg (1315-1349)    | Bonne van Luxemburg (1315-1349)    | Bonne van Luxemburg (1315-1349)    |                                |                                | Galeazzo II Visconti (1320-1378) | Galeazzo II Visconti (1320-1378) | Galeazzo II Visconti (1320-1378) | Galeazzo II Visconti (1320-1378) | Galeazzo II Visconti (1320-1378)   | Galeazzo II Visconti (1320-1378)   |                                    |                                    | Blanche van Savoie (1336-1387)     | Blanche van Savoie (1336-1387)     | Blanche van Savoie (1336-1387) | Blanche van Savoie (1336-1387) | Blanche van Savoie (1336-1387) | Blanche van Savoie (1336-1387) |
| Peter I van Bourbon (1311-1356) | Peter I van Bourbon (1311-1356) | Peter I van Bourbon (1311-1356) | Peter I van Bourbon (1311-1356) | Peter I van Bourbon (1311-1356) | Peter I van Bourbon (1311-1356) |                                 |                                 | Isabella van Valois (1313-1383) | Isabella van Valois (1313-1383) | Isabella van Valois (1313-1383)    | Isabella van Valois (1313-1383)    | Isabella van Valois (1313-1383)    | Isabella van Valois (1313-1383)    |                                    |                                    | Jan II van Frankrijk (1319-1364)  | Jan II van Frankrijk (1319-1364)  | Jan II van Frankrijk (1319-1364)  | Jan II van Frankrijk (1319-1364)  | Jan II van Frankrijk (1319-1364)  | Jan II van Frankrijk (1319-1364)  |                                |                                | Bonne van Luxemburg (1315-1349)    | Bonne van Luxemburg (1315-1349)    | Bonne van Luxemburg (1315-1349)    | Bonne van Luxemburg (1315-1349)    | Bonne van Luxemburg (1315-1349)    | Bonne van Luxemburg (1315-1349)    |                                |                                | Galeazzo II Visconti (1320-1378) | Galeazzo II Visconti (1320-1378) | Galeazzo II Visconti (1320-1378) | Galeazzo II Visconti (1320-1378) | Galeazzo II Visconti (1320-1378)   | Galeazzo II Visconti (1320-1378)   |                                    |                                    | Blanche van Savoie (1336-1387)     | Blanche van Savoie (1336-1387)     | Blanche van Savoie (1336-1387) | Blanche van Savoie (1336-1387) | Blanche van Savoie (1336-1387) | Blanche van Savoie (1336-1387) |
|                                 |                                 |                                 |                                 |                                 |                                 |                                 |                                 |                                 |                                 |                                    |                                    |                                    |                                    |                                    |                                    |                                   |                                   |                                   |                                   |                                   |                                   |                                |                                |                                    |                                    |                                    |                                    |                                    |                                    |                                |                                |                                  |                                  |                                  |                                  |                                    |                                    |                                    |                                    |                                    |                                    |                                |                                |                                |                                |
|                                 |                                 |                                 |                                 |                                 |                                 |                                 |                                 |                                 |                                 |                                    |                                    |                                    |                                    |                                    |                                    |                                   |                                   |                                   |                                   |                                   |                                   |                                |                                |                                    |                                    |                                    |                                    |                                    |                                    |                                |                                |                                  |                                  |                                  |                                  |                                    |                                    |                                    |                                    |                                    |                                    |                                |                                |                                |                                |
|                                 |                                 |                                 |                                 | Johanna van Bourbon (1338-1378) | Johanna van Bourbon (1338-1378) | Johanna van Bourbon (1338-1378) | Johanna van Bourbon (1338-1378) | Johanna van Bourbon (1338-1378) | Johanna van Bourbon (1338-1378) |                                    |                                    |                                    |                                    |                                    |                                    | Karel V van Frankrijk (1337-1380) | Karel V van Frankrijk (1337-1380) | Karel V van Frankrijk (1337-1380) | Karel V van Frankrijk (1337-1380) | Karel V van Frankrijk (1337-1380) | Karel V van Frankrijk (1337-1380) |                                |                                | Isabella van Frankrijk (1348-1372) | Isabella van Frankrijk (1348-1372) | Isabella van Frankrijk (1348-1372) | Isabella van Frankrijk (1348-1372) | Isabella van Frankrijk (1348-1372) | Isabella van Frankrijk (1348-1372) |                                |                                |                                  |                                  |                                  |                                  | Gian Galeazzo Visconti (1347-1402) | Gian Galeazzo Visconti (1347-1402) | Gian Galeazzo Visconti (1347-1402) | Gian Galeazzo Visconti (1347-1402) | Gian Galeazzo Visconti (1347-1402) | Gian Galeazzo Visconti (1347-1402) |                                |                                |                                |                                |
|                                 |                                 |                                 |                                 | Johanna van Bourbon (1338-1378) | Johanna van Bourbon (1338-1378) | Johanna van Bourbon (1338-1378) | Johanna van Bourbon (1338-1378) | Johanna van Bourbon (1338-1378) | Johanna van Bourbon (1338-1378) |                                    |                                    |                                    |                                    |                                    |                                    | Karel V van Frankrijk (1337-1380) | Karel V van Frankrijk (1337-1380) | Karel V van Frankrijk (1337-1380) | Karel V van Frankrijk (1337-1380) | Karel V van Frankrijk (1337-1380) | Karel V van Frankrijk (1337-1380) |                                |                                | Isabella van Frankrijk (1348-1372) | Isabella van Frankrijk (1348-1372) | Isabella van Frankrijk (1348-1372) | Isabella van Frankrijk (1348-1372) | Isabella van Frankrijk (1348-1372) | Isabella van Frankrijk (1348-1372) |                                |                                |                                  |                                  |                                  |                                  | Gian Galeazzo Visconti (1347-1402) | Gian Galeazzo Visconti (1347-1402) | Gian Galeazzo Visconti (1347-1402) | Gian Galeazzo Visconti (1347-1402) | Gian Galeazzo Visconti (1347-1402) | Gian Galeazzo Visconti (1347-1402) |                                |                                |                                |                                |
|                                 |                                 |                                 |                                 |                                 |                                 |                                 |                                 |                                 |                                 | Lodewijk I van Orléans (1372-1407) | Lodewijk I van Orléans (1372-1407) | Lodewijk I van Orléans (1372-1407) | Lodewijk I van Orléans (1372-1407) | Lodewijk I van Orléans (1372-1407) | Lodewijk I van Orléans (1372-1407) |                                   |                                   |                                   |                                   |                                   |                                   |                                |                                |                                    |                                    |                                    |                                    |                                    |                                    | Valentina Visconti (1370-1408) | Valentina Visconti (1370-1408) | Valentina Visconti (1370-1408)   | Valentina Visconti (1370-1408)   | Valentina Visconti (1370-1408)   | Valentina Visconti (1370-1408)   |                                    |                                    |                                    |                                    |                                    |                                    |                                |                                |                                |                                |
|                                 |                                 |                                 |                                 |                                 |                                 |                                 |                                 |                                 |                                 | Lodewijk I van Orléans (1372-1407) | Lodewijk I van Orléans (1372-1407) | Lodewijk I van Orléans (1372-1407) | Lodewijk I van Orléans (1372-1407) | Lodewijk I van Orléans (1372-1407) | Lodewijk I van Orléans (1372-1407) |                                   |                                   |                                   |                                   |                                   |                                   |                                |                                |                                    |                                    |                                    |                                    |                                    |                                    | Valentina Visconti (1370-1408) | Valentina Visconti (1370-1408) | Valentina Visconti (1370-1408)   | Valentina Visconti (1370-1408)   | Valentina Visconti (1370-1408)   | Valentina Visconti (1370-1408)   |                                    |                                    |                                    |                                    |                                    |                                    |                                |                                |                                |                                |
|                                 |                                 |                                 |                                 |                                 |                                 |                                 |                                 |                                 |                                 |                                    |                                    |                                    |                                    |                                    |                                    |                                   |                                   |                                   |                                   |                                   |                                   |                                |                                |                                    |                                    |                                    |                                    |                                    |                                    |                                |                                |                                  |                                  |                                  |                                  |                                    |                                    |                                    |                                    |                                    |                                    |                                |                                |                                |                                |
|                                 |                                 |                                 |                                 |                                 |                                 |                                 |                                 |                                 |                                 |                                    |                                    |                                    |                                    |                                    |                                    |                                   |                                   |                                   |                                   |                                   |                                   |                                |                                |                                    |                                    |                                    |                                    |                                    |                                    |                                |                                |                                  |                                  |                                  |                                  |                                    |                                    |                                    |                                    |                                    |                                    |                                |                                |                                |                                |
|                                 |                                 |                                 |                                 |                                 |                                 |                                 |                                 |                                 |                                 |                                    |                                    | Karel van Orléans (1394-1465)      | Karel van Orléans (1394-1465)      | Karel van Orléans (1394-1465)      | Karel van Orléans (1394-1465)      | Karel van Orléans (1394-1465)     | Karel van Orléans (1394-1465)     |                                   |                                   | Filips van Orléans (1396-1420)    | Filips van Orléans (1396-1420)    | Filips van Orléans (1396-1420) | Filips van Orléans (1396-1420) | Filips van Orléans (1396-1420)     | Filips van Orléans (1396-1420)     |                                    |                                    | Jan van Angoulême (1399-1467)      | Jan van Angoulême (1399-1467)      | Jan van Angoulême (1399-1467)  | Jan van Angoulême (1399-1467)  | Jan van Angoulême (1399-1467)    | Jan van Angoulême (1399-1467)    |                                  |                                  | Margaretha van Orléans (1406-1466) | Margaretha van Orléans (1406-1466) | Margaretha van Orléans (1406-1466) | Margaretha van Orléans (1406-1466) | Margaretha van Orléans (1406-1466) | Margaretha van Orléans (1406-1466) |                                |                                |                                |                                |

## Kinderen
- Marie van Bretagne (22 juni 1424 – 9 oktober 1477), abdis van Fontevraud van 1457 tot bij haar overlijden
- Isabella van Bretagne (2 februari 1426 – 9 februari 1438).
- Catherina van Bretagne (Nantes, 28 mei 1428 – 22 juni 1476), vrouwe van Epine-Gaudin; trouwde op 19 augustus 1438 met Willem van Chalon-Arlay, heer van Arlay en ook prins van Oranje, graaf van Penthièvre en heer van Cerlier. Ze hebben een zoon Jan IV can Chalon-Arley, de grootvader van René van Chalon, de eerste Nassau die de titel prins van Oranje voerde.
- Frans II van Bretagne, hertog van Bretagne (23 juni 1433 – 9 september 1488)
- Een ongenaamde zoon (1436 – 19 december 1436).
- Marguerite van Bretagne (22 november 1437 – 1466), een kloosterzuster.
- Madeleine van Bretagne (1 mei 1439 – 29 maart 1462), een kloosterzuster.

## Nalatenschap
Marguerite d’Orléans is vooral bekend van het prachtige getijdenboek dat voor haar gemaakt werd en nu bewaard wordt in de Bibliothèque nationale de France als ms. lat. 1156B. De tekst van het handschrift werd geschreven in 1421. Mogelijk was het manuscript bedoeld als huwelijksgeschenk, maar de afwerking gebeurde pas omstreeks 1930 in Rennes. Margaretha is afgebeeld in de miniatuur bij het ‘Obsecro te’, in gebed voor de Heilige Maagd met Kind. Achter haar ziet men de wapenschilden van Bretagne en Orléans.